# Załuże (rejon drohiczyński)

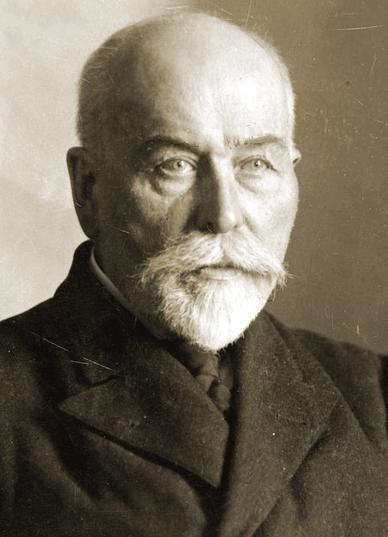
Bolesław Wysłouch, brat ostatniego właściciela Sochy, mieszkaniec majątku, senator Rzeczypospolitej

Załuże (błr. Залужжа; ros. Залужье) – wieś na Białorusi, w rejonie drohiczyńskim obwodu brzeskiego, około 7 km na wschód od Drohiczyna.

## Historia
Przed rozbiorami Załuże leżało w województwie brzeskolitewskim Rzeczypospolitej. Po III rozbiorze Polski znalazło się na terenie powiatu kobryńskiego, należącego do guberni słonimskiej (1796), litewskiej (1797–1801), a później grodzieńskiej (1801–1915) Imperium Rosyjskiego. Po ustabilizowaniu się granicy polsko-radzieckiej w 1921 roku Załuże wróciło do Polski, było w gminie Drohiczyn powiatu drohiczyńskiego województwa poleskiego, od 1945 roku – w ZSRR, od 1991 roku – na terenie Republiki Białorusi.
Na przełomie XIX i XX wieku Załuże (wraz z sąsiednią wsią Rowiny) liczyło 478 dziesięcin, 36 dziesięcin należało do rodziny Rutkowskich.

## Wieś Socha
W XVIII–XX wieku, przed II wojną światową 1 kilometr na południe od wsi Załuże znajdowała się wieś Socha (błr. Саха, ros. Соха). Po wojnie została wchłonięta przez Załuże.
W połowie XVIII wieku Socha należała do Leopolda Orzeszki (ok. 1720–1779), sędziego ziemskiego pińskiego, posła na sejmy. Pod koniec XVIII wieku przeszła na własność rodziny Zawadzkich. Na początku XIX wieku została kupiona przez Wiktora Wysłoucha, dziedzica sąsiednich Pirkowicz. Według innej relacji została kupiona przez Ludwika Wysłoucha (syna Wiktora, ur. w 1823 roku) w 1855 roku. Około roku 1863–1864 dobra zostały skonfiskowane przez władze carskie po powstaniu styczniowym, jednak później zostały odzyskane przez rodzinę. Ostatnim właścicielem Sochy, do 1939 roku, był syn Ludwika Henryk Wysłouch (1858–1947).

## Dwór Socha
Półtora kilometra na zachód od wsi Socha znajdował się folwark i dwór Socha (Sacha). Był to niewielki parterowy dom, wybudowany najprawdopodobniej przez Leopolda Orzeszkę około 1750 roku. Dwór od strony podjazdu miał ganek, którego trójkątny szczyt był wspierany dwiema parami masywnych kolumn. Dom był przykryty wysokim, gładkim, czterospadowym dachem gontowym. W 1900 roku dwór został rozbudowany: przy jego lewej, krótszej ścianie wybudowano nowy dwór, w stylu zakopiańskim. Do 1939 roku istniał wokół dworów starannie utrzymywany wielki park krajobrazowy z alejami lipowymi, gazonami i klombami kwiatowymi, założony około 1840 roku.
Obecnie na terenie, na którym stał dwór, wybudowano stację paliw.
Urodzili się tu m.in.:
- Bolesław Wysłouch (1855–1937), brat Henryka, właściciela majątku, działacz społeczny, współtwórca ruchu ludowego w Polsce, więziony przez władze carskie za działalność patriotyczną i wydalony poza granice zaboru rosyjskiego, wydawał m.in. „Przegląd Społeczny” i „Kurier Lwowski”, senator Rzeczypospolitej w latach 1922–1927;
- Maria Wysłouchowa z Bouffałów (1858–1905), żona Bolesława, nauczycielka, pisarka, tłumaczka z języków słowiańskich (serbski, czeski, słoweński i rosyjski);
- płk Bronisława Wysłouchowa z Szabatowskich (1896–1947), druga żona Bolesława, m.in. skazana w Moskwie na karę śmierci (później zamienioną na dożywocie), dama Orderu Virtuti Militari i innych orderów[2].

Dwór Socha jest opisany w 2. tomie Dziejów rezydencji na dawnych kresach Rzeczypospolitej Romana Aftanazego. 

## Dwór Helenowo
W samej wsi Socha (kilkaset metrów na południe od centrum wsi) znajdował się dwór Helenowo, o którym nic nie wiadomo poza tym, że został zniszczony po 1939 roku.